# 江安镇 (江安县)
江安镇，是中华人民共和国四川省宜宾市江安县下辖的一个乡镇级行政单位。

## 行政区划
江安镇下辖以下地区：
一社区、二社区、三社区、四社区、五社区、六社区、七社区、会龙村、大桥坝村、五会村、灯杆山村、青台坎村、洋码头村、小坝村、河中村、同义村、黄泥村、太阳村、双河村、加埝村和红岩村。